# Madeleine Lavanture

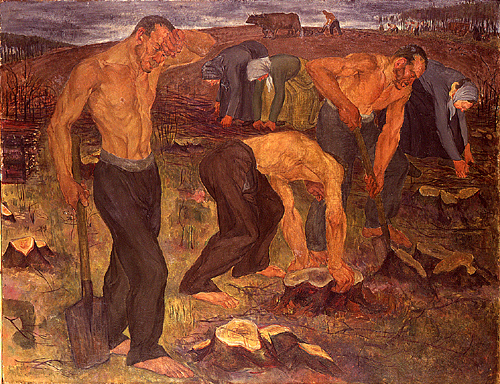
Tu gagneras ton pain à la sueur de ton front, 1938, Paris, école nationale supérieure des Beaux-Arts

Madeleine-Georgette-Charlotte Lavanture (née à Paris le 8 février 1913 et morte à Nantes le 1er juillet 1940) est une peintre française, lauréate du Prix de Rome de peinture en 1938.

## Biographie
Madeleine Lavanture est la fille d'un joaillier de Meulan. Elle se destine très tôt à la peinture, et expose dès 1930 au Salon des Artistes Français une Nature morte au pot blanc. Reçue à l'École des Beaux-Arts de Paris en mai 1932 elle intègre l'atelier Prinet dédié aux femmes élèves de l'école, et reçoit les enseignements du peintre Fernand Sabatté. Elle remporte dès 1932 le prix Jauvin d'Attainville avec sa peinture Sailly, et s'illustre en 1938 lors du concours de la demi-figure peinte. Elle tente une première fois de remporter le Prix de Rome de peinture en 1937 (avec pour sujet Le Repos), sans succès. Elle obtient finalement le prix en 1938 avec pour thème Tu gagneras ton pain à la sueur de ton front. 
Madeleine Lavanture rejoint la Villa Médicis en décembre 1938, mais quitte Rome prématurément au début de la guerre. Réfugiée à Pornic, elle est renversée par un camion allemand sur la place Alexis-Ricordeau à Nantes en 1940, et succombe à ses blessures. 